# 최순자
최순자(崔順子, 1952년 12월 24일~)는 인천광역시의 인하대학교 화학공학과를 졸업하고, 강화의 심도중학교, 부천공업고등학교 교사를 거쳐, 미국 남가주대학교에서 석, 박사학위를 받았으며, 매사추세츠대학교에서 박사후 연구원을 거쳐 인하대 화학공학과 교수로 27.5년간 재직하였다.
재임기간 과학기술부 올해의 여성과학기술인상, 아모레퍼시픽 여성과학자상 대상, 과학기술훈장 등을 받았다. 특히 과학기술계 여성인력양성을 위한 활동으로 인하대 교수들과 함께 초, 중, 고 학생들 대상의 교육기부 등의 봉사를 하였다.
2015년 인하대학교 총장에 부임한 후, 여러 정책들을 집행하였다. 학생중심교육을 위하여 교육서비스를 개선하였는데, 복수 전공 등 다중전공 제공, 유연한 전과 등 학사제도 제공 및 학업부진자를 위한 특별 교육, 양질의 교육 제공을 위한 여러 가지 제도 개선, 차 없는 거리 조성 등을 실시하였다. 또한 교수업적평가 상향조정, 교수의 교내연구비 상향 조정, 우수교수 특별 승진, 교수연봉제 실시 등을 시행하였다.
재임기간 중 인하대가 중앙일보 대학평가(종합대학)에서 2014년 14위를 2017년에는 8위로 향상되었다. 그러나 학내에서는 최 총장이 중앙일보 대학평가의 순위 향상에만 열중하느라 정작 중요한 학생들의 교육환경은 퇴보하였다며 구성원들의 반발이 현재까지 크다.
최 총장은 임기 내내 일방적인 의사결정으로 학내 구성원들과의 마찰이 잦았다. 대표적인 예가 2015년 일어난 문과대학 통폐합 파동이다. 최 총장은 당시 문과대 학장에게 문과대 9개 학과 중 문화콘텐츠학과와 문화경영학과를 문과대에서 분리하고 나머지 7개 학과 중 한국어문학과, 사학과, 중국언어문화학과 3개 학과만 제외하고 모두 통폐합 하겠다는 가이드라인을 일방적으로 통보하였다. 이에 문과대 학생들과 교수 등 구성원들의 반발에 부딪혀 수 차례 간담회를 가졌지만 최 총장의 일방적이고 고압적인 태도로 구성원들의 반발은 더욱 거세졌고 급기야 총학생회장, 문과대 학생회장, 철학과 학생회장 등이 본관에서 단식농성을 하기에 이르렀다. 결론적으로 최 총장이 담화문을 통해 가이드라인을 철회할 것임을 밝혀 문제가 해결되었지만 그 담화문에 학생에 대한 사과는 포함되어 있지 않았다. 이 외에도 구성원의 70% 이상이 반대하는 4월 졸업식의 일방적 진행 등 소통 및 의사결정과 관련하여 학내 구성원들과도 마찰이 많아 학내에서는 평판이 그다지 좋지 못하다.

## 학력
- 2002 인하대학교 경영대학원 석사
- 1985 미국 서던캘리포니아 대학교 대학원 화학 박사
- 1982 미국 서던캘리포니아 대학교 대학원 화학공학 석사
- 1975 인하대학교 화학공학 학사

## 경력
- 1975-1976  강화심도중학교 교사
- 1976-1979  부천공고 교사
- 1986-1987  미 Univ. of Massachusetts 박사후연구원
- 1987~2015 인하대학교 공과대학 화학공학과 교수
- 1992-1993  프랑스 Paris, ESPCI 초청연구교수
- 2004.3-2008.2 (사)한국여성공학기술인협회 1·2대 회장
- 2006-현재  한국공학한림원 정회원, 명예회원
- 2006-현재  동원육영재단 비상임이사
- 2007-2009  과학기술부 원자력위원회 위원
- 2008-2009  국가과학기술위원회 위원
- 2011.1-2011.12 (사)한국여성과학기술단체총연합회 5대 회장
- 2011-2014 기초기술연구회 비상임이사
- 2013.7-2015.3 교육부 교원양성평등위원회 위원
- 2014-2015 교육부 교육과정정책자문회 위원
- 2015.2~2018.1 제14대 인하대학교 총장(파면해임)
- 2024.3~2024.4: 제22대 국회의원선거 국민의힘 인천선거대책위원회 명예공동선거대책위원장

## 역대 선거 결과
|  | 37.48% |

|  | 26.4% |